# 오너러블 레이디 알렉산드라 오길비
오너러블 레이디 알렉산드라 오길비(영어: Princess Alexandra, The Honourable Lady Ogilvy, 1936년 12월 25일 ~ )는 영국 왕실의 일원이다. 켄트 공작 조지와 켄트 공작 부인 마리나 사이에서 태어난 고명딸이다. 그녀가 태어났을 때, 그녀는 영국 왕위 계승 서열 6위였으며, 2025년 현재, 그녀는 58위이다.
12대 에얼리 백작 데이비드 오길비의 차남인 앵거스 오길비와 1963년 4월 24일 웨스트민스터 사원에서 결혼하였다.